# Вуличевич, Борис Николаевич
Борис Николаевич Вуличевич (1884 — 1920) — русский военный деятель, полковник Российской Императорской армии (1916); генерал-майор Белой армии (1919). Герой Первой мировой войны.

## Биография
В 1902 году вступил в службу после окончания Сибирского кадетского корпуса. В 1904 году после окончания Александровского военного училища по I разряду произведён в подпоручики и выпущен в 20-й Восточно-Сибирский стрелковый полк.
С 1904 года участник Русско-японской войны в составе своего полка. С 1905 года обер-офицер 20-го и 32-го Восточно-Сибирского стрелкового полка. За боевые отличия награждён Анненским оружием «За храбрость», орденами Святой Анны и Святого Станислава 3-й степени с мечами и бантом.
С 1908 года поручик 2-й Восточно-Сибирской стрелковой артиллерийской бригады. В 1911 году произведён в штабс-капитаны. С 1914 года участник Первой мировой войны в составе своей бригады. В 1915 году «за боевые отличия» произведён в капитаны, в 1916 году в подполковники и полковники — командир 1-й батареи 1-го Сибирского мортирного артиллерийского дивизиона.  С 1917 года командир 49-го легкого артиллерийского дивизиона и исполняющий обязанности инспектора артиллерии 49-го армейского корпуса.

Высочайшим приказом от 7 ноября 1915 года за храбрость награждён Георгиевским оружием: 
За то, что 22-го Декабря 1914 года в бою у на р. Бзур у д. Дахово по собственному желанию съ явной опасностью для жизни, поместился наблюдателем на труб кирпичнаго завода, которая обстреливалась ружейным и артиллерийским огнем противника, и руководя стрельбой, быстро пристрелялся къ неприятельской батарее за д. Дахово и заставил ее прекратить огонь, после чего, быстро перенеся огонь на другую батарею противника у рощи, принудилъ и ее к молчанию. Обстреляв, затем, еще переправу и окоп немцев с пулеметами и заметивъ тяжелую немецкую батарею у д. Любевъ, Штабсъ-Капитан Вуличевич стал корректировать стрельбу нашей мортирной батареи по неприятельской батарее, быстро заставил последнюю замолчать, оставаясь на наблюдательном пункт до тех пор, пока не была сбита немецкой артиллерией часть трубы, на которой он находился, причем он сам только случайно спасся от смерти

Высочайшим приказом от 26 сентября 1916 года за храбрость награждён орденом Святого Георгия 4-й степени:
За то, что будучи в чине Штабсъ-Капитана и состоя в рядах 2-й Сибирской стрелковой артиллерийской бригады, в бою 28-го Февраля 1915 года у гор. Прасныша, когда один из наших полков, атакуя немцев близ д. Киевицы, попал под сильный ружейный, пулеметный и артиллерийский огонь и, неся большие потери, прекратил наступление и залег в 300 саженях от германских окопов, – быстро выехал с командуемой им батареей вперед на совершенно открытую позицию и открыл по неприятелю убийственный огонь, чем привлек на себя весь огонь артиллерии противника и таким образом дал возможность соседнему полку двигаться вперед и занять атакуемую им позицию у д. Киевицы, что оказало решающее влияние на успешный исход боя
После Октябрьской революции — участник Белого движения на Севере России. С 1918 года начальник военной школы. С 1919 года генерал-майор — штаб-офицер для поручений при генерал-губернаторе Северной области, командир 3-го Северного стрелкового полка и командующий войсками Железнодорожного района. В 1920 году захвачен частями Красной армии и расстрелян в Холмогорах.

## Награды
- Орден Святой Анны 4-й степени «За храбрость» (ВП 25.03.1905)
- Орден Святого Станислава 3-й степени с мечами и бантом (ВП 26.02.1906)
- Орден Святой Анны 3-й степени с мечами и бантом (ВП 10.03.1906)
- Орден Святого Станислава 2-й степени с мечами (ВП ВП 25.04.1916[3])
- Орден Святого Владимира 4-й степени с мечами и бантом (ВП 28.05.1915)
- Георгиевское оружие (ВП 07.11.1915)
- Высочайшее благоволение (ВП 19.04.1916)
- Орден Святого Георгия 4-й степени (ВП 26.09.1916)
- Орден Святой Анны 2-й степени с мечами (ВП 15.11.1916)